# Kommunalwahlen in Südtirol 1980/83
Die Kommunalwahlen in Südtirol 1980 fanden am 8. Juni in 114 von 116 Gemeinden statt. In Sexten und Niederdorf, deren Gemeinderäte 1977 bzw. 1979 gewählt worden waren, fanden die Wahlen am 26. Juni 1983 statt.

## Gemeinden mit mehr als 5000 Einwohnern

### Bozen
| Listen                   | Listen                                        | Stimmen | %    | Mandate |
| ------------------------ | --------------------------------------------- | ------- | ---- | ------- |
|                          | Democrazia Cristiana                          | 16.174  | 23,8 | 12      |
|                          | Südtiroler Volkspartei                        | 14.446  | 21,2 | 11      |
|                          | Partito Comunista Italiano                    | 11.917  | 17,5 | 9       |
|                          | Partito Socialista Italiano                   | 6.546   | 9,6  | 5       |
|                          | Neue Linke/Nuova Sinistra                     | 5.419   | 8,0  | 4       |
|                          | Movimento Sociale Italiano – Destra Nazionale | 4.275   | 6,3  | 3       |
|                          | Partito Socialista Democratico Italiano       | 3.002   | 4,4  | 3       |
|                          | Partito Repubblicano Italiano                 | 1.957   | 2,9  | 1       |
|                          | Partito Liberale Italiano                     | 1.422   | 2,1  | 1       |
|                          | Partito Popolare Pensionati                   | 1.031   | 1,5  | 1       |
|                          | Sozialdemokratische Partei Südtirols          | 688     | 1,0  | –       |
|                          | Soziale Fortschrittspartei Südtirols          | 474     | 0,7  | –       |
|                          | Unabhängige                                   | 465     | 0,7  | –       |
|                          | Partei der Unabhängigen                       | 284     | 0,4  | –       |
| Gesamt                   | Gesamt                                        | 68.100  | 100  | 50      |
|                          |                                               |         |      |         |
| Ungültige Stimmen        | Ungültige Stimmen                             | 2.725   | 3,8  |         |
| Wähler                   | Wähler                                        | 70.825  | 90,0 |         |
| Wahlberechtigte          | Wahlberechtigte                               | 78.723  |      |         |
|                          |                                               |         |      |         |
| Quelle: Innenministerium |                                               |         |      |         |

### Brixen
| Listen                   | Listen                                        | Stimmen | %    | Mandate |
| ------------------------ | --------------------------------------------- | ------- | ---- | ------- |
|                          | Südtiroler Volkspartei                        | 6.488   | 65,9 | 20      |
|                          | Democrazia Cristiana                          | 1.390   | 14,1 | 4       |
|                          | Partito Comunista Italiano                    | 510     | 5,2  | 2       |
|                          | Partito Socialista Italiano                   | 458     | 4,7  | 1       |
|                          | Movimento Sociale Italiano – Destra Nazionale | 326     | 3,3  | 1       |
|                          | Partito Socialista Democratico Italiano       | 240     | 2,4  | 1       |
|                          | Partei der Unabhängigen                       | 194     | 2,0  | –       |
|                          | Partito Liberale Italiano                     | 144     | 1,5  | 1       |
|                          | Partito Repubblicano Italiano                 | 92      | 0,9  | –       |
| Gesamt                   | Gesamt                                        | 9.842   | 100  | 30      |
|                          |                                               |         |      |         |
| Ungültige Stimmen        | Ungültige Stimmen                             | 350     | 3,4  |         |
| Wähler                   | Wähler                                        | 10.192  | 89,1 |         |
| Wahlberechtigte          | Wahlberechtigte                               | 11.436  |      |         |
|                          |                                               |         |      |         |
| Quelle: Innenministerium |                                               |         |      |         |

### Bruneck
| Listen                   | Listen                                        | Stimmen | %    | Mandate |
| ------------------------ | --------------------------------------------- | ------- | ---- | ------- |
|                          | Südtiroler Volkspartei                        | 3.843   | 56,5 | 17      |
|                          | Südtiroler Volkspartei                        | 1.170   | 17,2 | 5       |
|                          | Democrazia Cristiana                          | 500     | 7,3  | 2       |
|                          | Partito Socialista Italiano                   | 410     | 6,0  | 2       |
|                          | Sozialdemokratische Partei Südtirols          | 394     | 5,8  | 2       |
|                          | Partito Comunista Italiano                    | 184     | 2,7  | 1       |
|                          | Movimento Sociale Italiano – Destra Nazionale | 156     | 2,3  | 1       |
|                          | Partei der Unabhängigen                       | 150     | 2,2  | –       |
| Gesamt                   | Gesamt                                        | 6.807   | 100  | 30      |
|                          |                                               |         |      |         |
| Ungültige Stimmen        | Ungültige Stimmen                             | 230     | 3,3  |         |
| Wähler                   | Wähler                                        | 7.037   | 89,3 |         |
| Wahlberechtigte          | Wahlberechtigte                               | 7.880   |      |         |
|                          |                                               |         |      |         |
| Quelle: Innenministerium |                                               |         |      |         |

### Eppan
| Listen                   | Listen                                  | Stimmen | %    | Mandate |
| ------------------------ | --------------------------------------- | ------- | ---- | ------- |
|                          | Südtiroler Volkspartei                  | 5.098   | 80,2 | 16      |
|                          | Partei der Unabhängigen                 | 549     | 8,6  | 2       |
|                          | Democrazia Cristiana                    | 308     | 4,8  | 1       |
|                          | Partito Comunista Italiano              | 164     | 2,6  | 1       |
|                          | Partito Socialista Italiano             | 130     | 2,0  | –       |
|                          | Partito Socialista Democratico Italiano | 75      | 1,2  | –       |
|                          | Unabhängige                             | 31      | 0,5  | –       |
| Gesamt                   | Gesamt                                  | 6.355   | 100  | 20      |
|                          |                                         |         |      |         |
| Ungültige Stimmen        | Ungültige Stimmen                       | 172     | 2,6  |         |
| Wähler                   | Wähler                                  | 6.527   | 91,4 |         |
| Wahlberechtigte          | Wahlberechtigte                         | 7.138   |      |         |
|                          |                                         |         |      |         |
| Quelle: Innenministerium |                                         |         |      |         |

### Kaltern
| Listen                   | Listen                      | Stimmen | %    | Mandate |
| ------------------------ | --------------------------- | ------- | ---- | ------- |
|                          | Südtiroler Volkspartei      | 3.370   | 90,6 | 18      |
|                          | Partei der Unabhängigen     | 161     | 4,3  | 1       |
|                          | Democrazia Cristiana        | 116     | 3,1  | 1       |
|                          | Partito Socialista Italiano | 73      | 2,0  | –       |
| Gesamt                   | Gesamt                      | 3.720   | 100  | 20      |
|                          |                             |         |      |         |
| Ungültige Stimmen        | Ungültige Stimmen           | 129     | 3,4  |         |
| Wähler                   | Wähler                      | 3.849   | 91,3 |         |
| Wahlberechtigte          | Wahlberechtigte             | 4.214   |      |         |
|                          |                             |         |      |         |
| Quelle: Innenministerium |                             |         |      |         |

### Kastelruth
| Listen                   | Listen                               | Stimmen | %    | Mandate |
| ------------------------ | ------------------------------------ | ------- | ---- | ------- |
|                          | Südtiroler Volkspartei               | 2.775   | 86,7 | 17      |
|                          | Neue Linke/Nuova Sinistra            | 159     | 5,0  | 1       |
|                          | Democrazia Cristiana                 | 127     | 4,0  | 1       |
|                          | Partei der Unabhängigen              | 74      | 2,3  | 1       |
|                          | Sozialdemokratische Partei Südtirols | 67      | 2,1  | –       |
| Gesamt                   | Gesamt                               | 3.202   | 100  | 20      |
|                          |                                      |         |      |         |
| Ungültige Stimmen        | Ungültige Stimmen                    | 69      | 2,1  |         |
| Wähler                   | Wähler                               | 3.271   | 92,1 |         |
| Wahlberechtigte          | Wahlberechtigte                      | 3.553   |      |         |
|                          |                                      |         |      |         |
| Quelle: Innenministerium |                                      |         |      |         |

### Lana
| Listen                   | Listen                               | Stimmen | %    | Mandate |
| ------------------------ | ------------------------------------ | ------- | ---- | ------- |
|                          | Südtiroler Volkspartei               | 4.002   | 84,1 | 17      |
|                          | Sozialdemokratische Partei Südtirols | 327     | 6,9  | 1       |
|                          | Democrazia Cristiana                 | 180     | 3,8  | 1       |
|                          | Partito Comunista Italiano           | 130     | 2,7  | –       |
|                          | Partito Socialista Italiano          | 120     | 2,5  | 1       |
| Gesamt                   | Gesamt                               | 4.759   | 100  | 20      |
|                          |                                      |         |      |         |
| Ungültige Stimmen        | Ungültige Stimmen                    | 145     | 3,0  |         |
| Wähler                   | Wähler                               | 4.904   | 92,5 |         |
| Wahlberechtigte          | Wahlberechtigte                      | 5.301   |      |         |
|                          |                                      |         |      |         |
| Quelle: Innenministerium |                                      |         |      |         |

### Leifers
| Listen                   | Listen                                        | Stimmen | %    | Mandate |
| ------------------------ | --------------------------------------------- | ------- | ---- | ------- |
|                          | Südtiroler Volkspartei                        | 2.233   | 30,2 | 9       |
|                          | Democrazia Cristiana                          | 1.933   | 26,1 | 8       |
|                          | Partito Socialista Italiano                   | 1.062   | 14,3 | 4       |
|                          | Partito Comunista Italiano                    | 950     | 12,8 | 4       |
|                          | Neue Linke/Nuova Sinistra                     | 432     | 5,8  | 2       |
|                          | Movimento Sociale Italiano – Destra Nazionale | 259     | 3,5  | 1       |
|                          | Partito Socialista Democratico Italiano       | 227     | 3,1  | 1       |
|                          | Partei der Unabhängigen                       | 140     | 1,9  | 1       |
|                          | Partito Repubblicano Italiano                 | 87      | 1,2  | –       |
|                          | Partito Liberale Italiano                     | 83      | 1,1  | –       |
| Gesamt                   | Gesamt                                        | 7.406   | 100  | 30      |
|                          |                                               |         |      |         |
| Ungültige Stimmen        | Ungültige Stimmen                             | 342     | 4,4  |         |
| Wähler                   | Wähler                                        | 7.748   | 91,6 |         |
| Wahlberechtigte          | Wahlberechtigte                               | 8.461   |      |         |
|                          |                                               |         |      |         |
| Quelle: Innenministerium |                                               |         |      |         |

### Meran
| Listen                   | Listen                                        | Stimmen | %    | Mandate |
| ------------------------ | --------------------------------------------- | ------- | ---- | ------- |
|                          | Südtiroler Volkspartei                        | 8.967   | 42,6 | 17      |
|                          | Democrazia Cristiana                          | 3.834   | 18,2 | 7       |
|                          | Partito Comunista Italiano                    | 2.239   | 10,6 | 4       |
|                          | Partito Socialista Italiano                   | 1.642   | 7,8  | 3       |
|                          | Movimento Sociale Italiano – Destra Nazionale | 1.161   | 5,5  | 2       |
|                          | Neue Linke/Nuova Sinistra                     | 1.138   | 5,4  | 2       |
|                          | Partito Socialista Democratico Italiano       | 801     | 3,8  | 2       |
|                          | Partito Repubblicano Italiano                 | 417     | 2,0  | 1       |
|                          | Sozialdemokratische Partei Südtirols          | 347     | 1,7  | 1       |
|                          | Partito Liberale Italiano                     | 254     | 1,2  | 1       |
|                          | Partei der Unabhängigen                       | 152     | 0,7  | –       |
|                          | Unabhängige                                   | 77      | 0,4  | –       |
| Gesamt                   | Gesamt                                        | 21.029  | 100  | 40      |
|                          |                                               |         |      |         |
| Ungültige Stimmen        | Ungültige Stimmen                             | 763     | 3,5  |         |
| Wähler                   | Wähler                                        | 21.792  | 87,7 |         |
| Wahlberechtigte          | Wahlberechtigte                               | 24.853  |      |         |
|                          |                                               |         |      |         |
| Quelle: Innenministerium |                                               |         |      |         |

### Ritten
| Listen                   | Listen                               | Stimmen | %    | Mandate |
| ------------------------ | ------------------------------------ | ------- | ---- | ------- |
|                          | Südtiroler Volkspartei               | 3.008   | 92,6 | 18      |
|                          | Sozialdemokratische Partei Südtirols | 131     | 4,0  | 1       |
|                          | Democrazia Cristiana                 | 109     | 3,4  | 1       |
| Gesamt                   | Gesamt                               | 3.248   | 100  | 20      |
|                          |                                      |         |      |         |
| Ungültige Stimmen        | Ungültige Stimmen                    | 60      | 1,8  |         |
| Wähler                   | Wähler                               | 3.308   | 91,5 |         |
| Wahlberechtigte          | Wahlberechtigte                      | 3.614   |      |         |
|                          |                                      |         |      |         |
| Quelle: Innenministerium |                                      |         |      |         |

### Sarntal
| Listen                   | Listen                  | Stimmen | %    | Mandate |
| ------------------------ | ----------------------- | ------- | ---- | ------- |
|                          | Südtiroler Volkspartei  | 3.455   | 97,0 | 19      |
|                          | Partei der Unabhängigen | 106     | 3,0  | 1       |
| Gesamt                   | Gesamt                  | 3.561   | 100  | 20      |
|                          |                         |         |      |         |
| Ungültige Stimmen        | Ungültige Stimmen       | 123     | 3,3  |         |
| Wähler                   | Wähler                  | 3.684   | 90,2 |         |
| Wahlberechtigte          | Wahlberechtigte         | 4.086   |      |         |
|                          |                         |         |      |         |
| Quelle: Innenministerium |                         |         |      |         |

### Sterzing
| Listen                   | Listen                                        | Stimmen | %    | Mandate |
| ------------------------ | --------------------------------------------- | ------- | ---- | ------- |
|                          | Südtiroler Volkspartei                        | 2.159   | 69,6 | 14      |
|                          | Democrazia Cristiana                          | 297     | 9,6  | 2       |
|                          | Partito Comunista Italiano                    | 142     | 4,6  | 1       |
|                          | Partito Socialista Italiano                   | 123     | 4,0  | 1       |
|                          | Neue Linke/Nuova Sinistra                     | 114     | 3,7  | 1       |
|                          | Movimento Sociale Italiano – Destra Nazionale | 109     | 3,5  | 1       |
|                          | Partito Repubblicano Italiano                 | 60      | 1,9  | –       |
|                          | Partei der Unabhängigen                       | 46      | 1,5  | –       |
|                          | Partito Socialista Democratico Italiano       | 42      | 1,4  | –       |
|                          | Partito Liberale Italiano                     | 9       | 0,3  | –       |
| Gesamt                   | Gesamt                                        | 3.101   | 100  | 20      |
|                          |                                               |         |      |         |
| Ungültige Stimmen        | Ungültige Stimmen                             | 78      | 2,5  |         |
| Wähler                   | Wähler                                        | 3.179   | 91,4 |         |
| Wahlberechtigte          | Wahlberechtigte                               | 3.480   |      |         |
|                          |                                               |         |      |         |
| Quelle: Innenministerium |                                               |         |      |         |